# Giuseppe Mezzofanti
Giuseppe Caspar Mezzofanti, né le 17 septembre 1774 à Bologne en Émilie-Romagne et mort le 15 mars 1849, est un religieux et un universitaire italien du XIXe siècle, qui devient cardinal de l'Église catholique, et est un linguiste et un polyglotte renommé.

## Biographie
Giuseppe Mezzofanti nait à Bologne et y fait ses études, terminant sa formation en théologie avant d'avoir atteint l'âge minimum pour pouvoir devenir prêtre. Passionné pour l'étude des langues, il s'adonne à l'étude de l'allemand, de l'espagnol et du latin, et apprend le grec avec le prêtre jésuite Manuel Rodríguez Aponte ; il est ordonné en 1797. La même année, il est nommé professeur d'arabe à l'Université de Bologne. Il est, plus tard, démis de cette charge en raison de son refus de prêter allégeance à la République cisalpine dont dépend alors la ville de Bologne.
En 1803, il est nommé assistant bibliothécaire de l'institut de Bologne, et peu de temps après, est réinstallé comme professeur de langues orientales et de grec. Cette chaire est supprimée par le vice-roi en 1808, mais à nouveau rétablie lors de la restauration du pape Pie VII en 1814. Mezzofanti occupe ce poste jusqu'à ce qu'il quitte Bologne pour rejoindre la Curie à Rome en 1831.
Giuseppe Mezzofanti est appelé dans la « ville éternelle » en tant que membre de la Congrégation pour la propagation de la foi (Congregatio de Propaganda Fide), organe de l'Église catholique compétent en matière d'activités missionnaires et d'évangélisation. En 1833, il succède à Angelo Mai comme conservateur de la Bibliothèque vaticane. Il est nommé cardinal en 1838 par le pape Grégoire XVI, en tant que cardinal-prêtre de Saint-Onuphre-du-Janicule (S. Onofrio al Gianicolo), et directeur des études de la Congrégation pour la propagation de la foi. Il participe au conclave qui élit Pie IX.
Mezzofanti est célèbre pour son extraordinaire aptitude aux langues : on pense qu'il en parlait couramment 60, et qu'il en maîtrisait beaucoup d'autres honorablement, quoique avec moins de facilité. Il était capable de traduire les ouvrages en 117 langues et 72 dialectes. Dans ce genre d'étude, il n'y a que le chinois qui lui ait donné du fil à retordre : il fut obligé d'étudier la langue pendant quatre mois avant de la dominer. À partir de ce moment le père Umpierres, ancien missionnaire à Macao et professeur de langue à la Congregatio de Propaganda Fide, tiendra des conversations avec lui en chinois et confirmera officiellement sa parfaite maîtrise du mandarin.

## Témoignages
On s'accorde à décrire Mezzofanti comme un homme doux et sans ambition particulière, si ce n'est de se consacrer au soin des âmes, à son enseignement universitaire et à l'étude quotidienne des langues.
Plusieurs personnes connues se sont exprimées à son sujet : 
- Lord Byron, le poète anglais, a rencontré Mezzofanti à Bologne et a écrit qu'il avait connu avec lui « un monstre en fait de langues... celui-là aurait dû exister à l'époque de la tour de Babel comme interprète universel. »
- August Wilhelm Kephalides, professeur à l'Université de Breslau, dans le récit de son voyage en Italie, décrit sa rencontre avec un phénomène, un polyglotte en soutane qui enthousiasme les savants de Bologne et « parle parfaitement l'allemand sans avoir jamais mis les pieds hors de l'Italie ».
- Matteo Pisani, interprète à l'ambassade de Russie et qui comptait parmi les meilleurs connaisseurs de son temps en langues slaves et orientales, rendit visite à Mezzofanti pour vérifier si sa réputation était méritée ou non et en resta abasourdi.
- Le père Charles William Russell, érudit irlandais et ami de Newmann, a connu Mezzofanti et était impressionné par sa capacité à s'exprimer avec finesse et sans erreurs en gaélique, en anglais et dans les principaux dialectes de Grande-Bretagne. Et après la mort de Mezzofanti il a rédigé sa biographie, que d'aucuns regardent comme la meilleure, en y insérant des documents et des témoignages directs.

Voici le classement des langues étudiées par Mezzofanti tel qu'il a été établi par Russel dans son livre The life of Cardinal Mezzofanti: with an introductory memoir of eminent linguists, ancient and modern (certains noms peu précis font référence à des langues dont Russel lui-même n'a pu déterminer avec exactitude de quelle langue il s'agissait, celles-ci sont indiquées par (?) ; certaines langues sont suivies d'un nom entre parenthèses avec un point d'exclamation, cela indique le nom moderne probable de la langue d'après des recherches effectuées, sans pour autant que cela soit totalement certain).
I. Langues fréquemment utilisées, et parlées avec une rare excellence
Hébreu, hébreu rabbinique, arabe, chaldéen, copte, arménien classique, arménien moderne, persan, turc, albanais, maltais, grec ancien, grec moderne, latin, italien, espagnol, portugais, français, allemand, suédois, danois, néerlandais, flamand, anglais, illyrien, russe, polonais, tchèque, hongrois, chinois
II. Déclarées pour avoir été parlées couramment, mais insuffisamment utilisées
Syriaque, guèze, amharique, hindoustani, gujarati, basque, roumain, algonquin
III. Parlées rarement, et moins parfaitement
Kurde, géorgien, serbe, bulgare, romani, môn, gallois, nahuatl, mapudungun, quechua
IV. Parlées imparfaitement
Singhalais, birman, japonais, irlandais, gaélique, ojibwé, breton
V. Étudiées à partir des livres, mais non connues pour avoir été parlées
Sanskrit, malais, tonquinese (tonkinois = vietnamien du nord ?), vietnamien, tibétain, japonais, islandais, same, ruthène, frison, letton, cornique, ancien quechua, bambara
VI. Dialectes parlés, ou leur particularités comprises
1. Hébreu (samaritain)
2. Arabe (syrien, égyptien, maure)
3. Chinois (kiang-Si(?), hu-quam(?))
4. Italien (sicilien, sarde, napolitain, bolonais, lombard, frioulan)
5. Espagnol (catalan, valencien, dialecte de Majorque)
6. Basque (labourdin, souletin, guipuscoan)
7. Hongrois (Debreczeny, Eperies, Pesth, Transylvanie)
8. Allemand (gotique, romanche[Quoi ?], sette communi dialecte (?), dialectes de nord et du sud de l'Allemagne)
9. Français (provençal, bourguignon, gascon, béarnais, lorrain)
10. Anglais (dialectes du Somersetshire, Yorkshire, Lancashire, et Lowlands Scots)

## Sources
- Le Livre Guiness des Records 1998,  (ISBN 2-911-79204-1)

- (it) Cet article est partiellement ou en totalité issu de l’article de Wikipédia en italien intitulé « Giuseppe Gasparo Mezzofanti » (voir la liste des auteurs).